# Пайк (тауншип, Миннесота)
Пайк (англ. Pike) — тауншип в округе Сент-Луис, Миннесота, США. На 2000 год его население составило 492 человека.

## География
По данным Бюро переписи населения США площадь тауншипа составляет 87,1 км², из которых 87,0 км² занимает суша, а 0,1 км² — вода (0,09 %).

## Демография
По данным переписи населения 2000 года здесь находились 492 человека, 194 домохозяйства и 142 семьи.  Плотность населения —  5,7 чел./км².  На территории тауншипа расположено 217 построек со средней плотностью 2,5 построек на один квадратный километр. Расовый состав населения: 98, % белых, 0,81 % коренных американцев, 0,41 % азиатов, 0,41 % — других рас США. Испанцы или латиноамериканцы любой расы составляли 0,41 % от популяции тауншипа.
Из 194 домохозяйств в 29,9 % воспитывались дети до 18 лет, в 65,5 % проживали супружеские пары, в 4,1 % проживали незамужние женщины и в 26,3 % домохозяйств проживали несемейные люди. 22,7 % домохозяйств состояли из одного человека, при том 4,6 % из — одиноких пожилых людей старше 65 лет. Средний размер домохозяйства — 2,54, а семьи — 2,97 человека.
25,4 % населения — младше 18 лет, 6,1 % — в возрасте от 18 до 24 лет, 25,4 % — от 25 до 44, 34,6 % — от 45 до 64, и 8,5 % — старше 65 лет. Средний возраст — 42 года. На каждые 100 женщин приходилось 111,2 мужчин.  На каждые 100 женщин старше 18 приходилось 118,5 мужчин.
Средний годовой доход домохозяйства составлял 41 346 долларов, а средний годовой доход семьи —  44 500 долларов. Средний доход мужчин —  38 333  доллара, в то время как у женщин — 22 375. Доход на душу населения составил 19 701 доллар. За чертой бедности находились 5,6 % семей и 8,1 % всего населения тауншипа, из которых 13,7 % младше 18 и 5,4 % старше 65 лет.